# Eli Reed (Musiker)
Eli „Paperboy“ Reed (* 1983 in Boston, Massachusetts; eigentlich Eli Husock) ist ein US-amerikanischer Soul- und R&B-Musiker.
Reed, der in Brookline bei Boston aufwuchs, wurde durch seinen Vater, einen Musikkritiker, an die afroamerikanische Populärmusik herangeführt. Er erlernte als Autodidakt Klavier, Gitarre und Mundharmonika und machte Straßenmusik. Nach seiner Highschool-Zeit spielte er in Mississippi bei Sam Carr. Während seines Studiums in Chicago fungierte er für die Sängerin Mitty Collier als musikalischer Leiter während ihrer Gospelgottesdienste. In Boston gründete er seine Band The True Loves. 2009 wurde er als Breakthrough Artist of the Year in den MOJO Awards nominiert.

## Diskografie
Independent
- Sings Walkin’ and Talkin’ and Other Smash Hits!
- Roll with You

International
- Come and Get It
- Nights Like This (Warner, 2014)
- My Way Home (Yep Roc Records, 2016)